# Batalla de Cambrils (1650)
La batalla de Cambrils de 1650 fue una batalla naval menor entre España y Francia, en la que una pequeña escuadra española de 6 galeras comandada por don Francisco Fernández de la Cueva, duque de Alburquerque , capturó la totalidad de una escuadra francesa de galeones al mando del barón de Ligny , cerca de Cambrils , durante la Guerra franco-española (1635-1659). La flota francesa estaba formada por un galeón de 500 toneladas y 30 cañones , 2 de 300 toneladas con 20 cañones, y el último de 300 toneladas y 16 cañones.

## Batalla
La flota francesa fue enviada repleta de provisiones para ayudar a los defensores en el Sitio de Tortosa , pero la escuadra del Duque de Albuquerque , conociendo los planes del enemigo, interceptó a los franceses por sorpresa, consiguiendo una victoria completa. Este caso es casi único en la historia naval, 6 galeras con 30 cañones en total, derrotaron por completo a una escuadra de cuatro galeones con 86 cañones en total, y cuya tripulación había sido reforzada por 500 mosqueteros. Los españoles capturaron toda la artillería (2 piezas de artillería de campaña y 4 morteros), carros de municiones, banderas, pertrechos (más de 1.000 fusiles) y pertrechos del enemigo.

## Consecuencias
El rey Felipe IV de España felicitó personalmente al duque de Albuquerque por la victoria. El 4 de diciembre de 1650, las tropas francesas dirigidas por el duque de Mercoeur finalmente capitularon ante las fuerzas españolas comandadas por el marqués de Mortara en Tortosa.